# Stanisław Przelaskowski
Stanisław Konstanty Przelaskowski (ur. 7 lipca 1912 w Mołodecznie, zm. 18 listopada 1990 w Anglii) – kapitan obserwator Polskich Sił Powietrznych w Wielkiej Brytanii, kawaler Orderu Virtuti Militari.

## Życiorys
Stanisław Przelaskowski wywodził się z rodu Przelaskowskich herbu Szreniawa, urodził się w Mołodecznie w ówczesnym województwie wileńskim. Był synem Konstantego i Jadwigi z domu Skrockiej. W 1932 roku ukończył Gimnazjum im. Adama Mickiewicza w Wilnie. Prezydent RP mianował go na stopień podporucznika ze starszeństwem z dniem 15 października 1935 i 105. lokatą w korpusie oficerów artylerii, a minister spraw wojskowych wcielił do 11 dywizjonu artylerii konnej w Bydgoszczy na stanowisko młodszego oficera baterii. W 1938 został skierowany na VI kurs aplikacyjny oficerów obserwatorów w Dęblinie. Na stopień porucznika został awansowany ze starszeństwem z dniem 19 marca 1939 i 103. lokatą w korpusie oficerów artylerii. W tym czasie jego oddziałem macierzystym w dalszym ciągu był 11 dak.
28 czerwca 1939 wcielono go do 5 pułku lotniczego, gdzie służył do 1 września 1939 w 55 eskadrze bombowej w funkcji obserwatora. 1 września 1939 został wcielony do 55 Samodzielnej eskadry bombowej w miejscowości Marynin z funkcją obserwatora na samolotach PZL.23 Karaś. 3 września uczestniczył w locie bojowym na bombardowanie oddziałów pancernych Wehrmachtu w okolicach Radomsko-Częstochowa, 8 września przeprowadził rozpoznanie ruchów nieprzyjaciela na przeprawach przez Narew w kierunku na Warszawę i brał udział w nalocie na kolumnę pancerną w rejonie Ostrowi Mazowieckiej. 9 września atakował niemieckie kolumny pancerne w okolicach Sokołowa Podlaskiego.
W wyniku dalszych działań wojennych przedostał się przez Morze Śródziemne, Sycylię do Francji, a po jej klęsce do Anglii. Wstąpił do Polskich Sił Powietrznych, otrzymał numer służbowy RAF P-1152. Od września 1941 do lipca 1942 roku odbywał szkolenie w 10 Air Observer School (AOS). Od lipca 1942 do kwietnia 1943 roku służył w 301 dywizjonie bombowym, od października 1944 do lipca 1945 roku służył w dywizjonie 300. 
Po zakończeniu II wojny światowej poślubił Jane Watkin, nie mieli dzieci. Zmarł w Anglii w 1993 r.

## Ordery i odznaczenia
- Krzyż Srebrny Orderu Virtuti Militari nr 8304[14]
- Krzyż Walecznych – trzykrotnie
- Medal Lotniczy – trzykrotnie